# Colosas

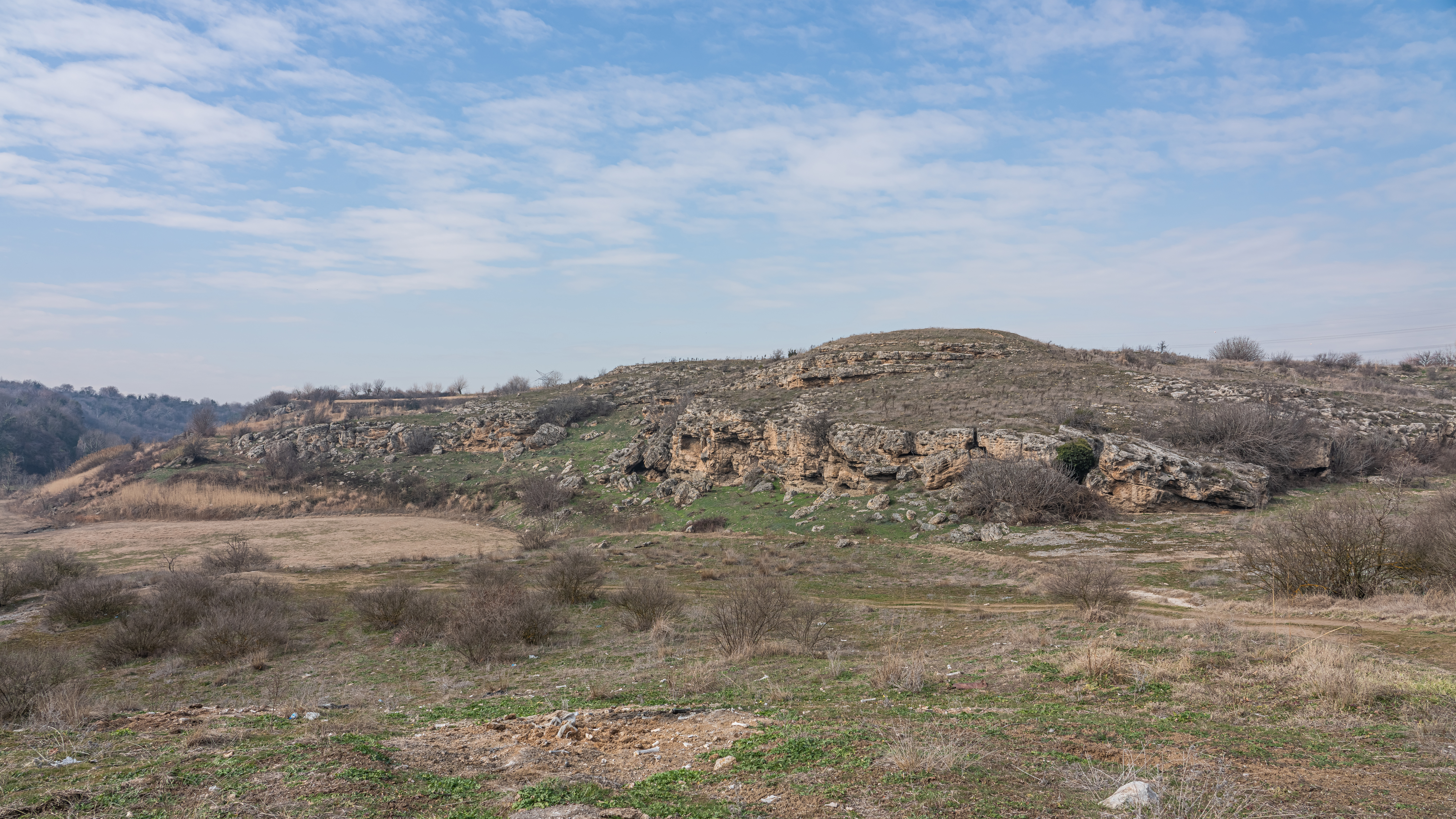
Restos de Colosas, sin excavar.

Colosas (Κολοσσαί en griego antiguo, Colossae en latín) era una antigua ciudad de Frigia, en la península de Anatolia, cuyo nombre puede ser una deformación del término colosal. La ciudad estaba junto al río Lico, afluente del río Menderes, y situada a 18 kilómetros de Laodicea (en las proximidades de la actual ciudad turca de Denizli), cerca de la vía que unía Éfeso y el Éufrates. El lugar nunca ha sido excavado.
En el año 396 a. C., en el transcurso de las guerras médicas, el sátrapa persa Tisafernes fue atraído a Colosas mediante un señuelo y asesinado por un agente de su rival Ciro el Joven. Plinio el Viejo afirmó que la lana de Colosas daba su nombre a la flor de la violeta persa. Durante el periodo helenístico, la ciudad fue un importante centro de comercio, sin embargo, en el siglo I su tamaño e importancia se había reducido considerablemente.
Es conocida principalmente por la epístola del apóstol san Pablo, conocida como Carta o Epístola a los colosenses, carta enviada a la comunidad cristiana de Colosas en el año 57 o 62. En aquel tiempo la ciudad estaba bajo jurisdicción romana, formando parte de la provincia de Asia. Aunque la mayoría de la población era de origen frigio, habitaban también la ciudad judíos, griegos y romanos.
Al parecer, san Pablo no había visitado la ciudad antes de escribir su epístola a los colosenses, ya que expresa a Filemón en su epístola el deseo de visitar la ciudad nada más sea liberado de prisión. Parece ser que fue Epafrás el fundador de la comunidad cristiana de la ciudad.

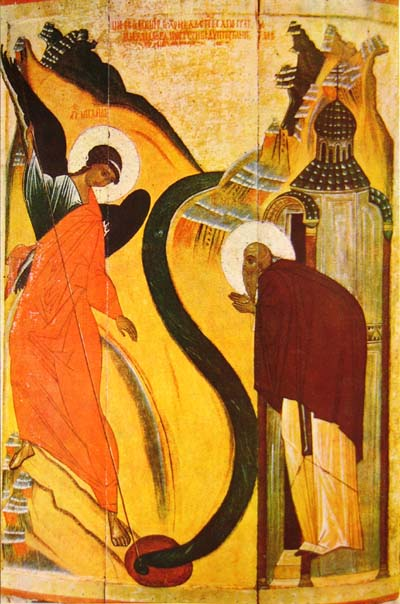
El Milagro de San Miguel en Conas, icono del norte de Rusia,.

La población entró en decadencia, posiblemente debido a un terremoto, y cerca de sus ruinas se levantó la ciudad bizantina de Conas o Chonai, la actual Honaz (Turquía). Conas fue el lugar de nacimiento de los escritores medievales Nicetas Acominato y su hermano Miguel.